# Артеменко-Кільчицька Тамара Дмитрівна
Тамара Дмитрівна Арте́менко-Кільчи́цька (дошлюбне прізвище — Артеменко; 27 червня 1950, Чернівці — 9 березня 2021) — українська актриса; заслужений артист УРСР з 1981 року, народний артист України з 2011 року; лауреат Літературно-мистецької премії імені Сидора Воробкевича за 2008 рік та Чернігівської обласної премії імені Марії Заньковецької за 2018 рік. Дружина архітектора Віктора Кільчицького, мати актриси Ольги Кільчицької-Дудки.

## Біографія
Народилася 27 червня 1950 року в місті Чернівцях (нині Україна). Протягом 1966—1969 років навчалась у театральній студії Чернівецького українського музично-драматичного театру імені Ольги Кобилянської, де виконала низку епізодичних ролей. 1973 року закінчила Київський театральний інститут, де навчалася на курсі Володимира Неллі.
Протягом 1973—1975 років — актриса Дніпропетровського українського музично-драматичного театру імені Тараса Шевченка; з 1973 року — актриса Чернівецького українського музично-драматичного театру імені Ольги Кобилянської. Померла 9 березня 2021 року.

## Ролі
У творчому доробку понад півсотні ролей у п'єсах класичної, сучасної вітчизняної та зарубіжної драматургії. Серед них:
- Варка («Безталанна» Івана Карпенка-Карого);
- Ася («Голубі олені» Олексія Коломійця);
- Рахіра («Земля» Василя Василька за Ольгою Кобилянською);
- Санда («Вовчиха» Олександра Ананьєва за Ольгою Кобилянською);
- Двойра («Биндюжник і король» Ісака Бабеля);
- Агафія Тихонівна («Одруження» Миколи Гоголя);
- Проня («За двома зайцями» Михайла Старицького);
- Мортиріо («Дім Бернарди Альби» Федеріко Гарсія Лорки);
- Палажка («Мартин Боруля» Івана Карпенка-Карого);
- Вівіан («Будьте здорові!» П'єра Шено);
- Феня Стефанівна («Шельменко-денщик» Григорія Квітки-Основ'яненка);
- Голда («Поминальна молитва» за Шолом-Алейхемом)